# Forêt refuge du Mont-de-Davidson
La forêt refuge du Mont-de-Davidson est une chênaie rouge à pin blanc qui abrite une des plus importantes colonies d'hélianthe à feuilles étalées(Helianthus divaricatus), espèce qui figure sur la liste des plantes menacées ou vulnérables du Québec.